# We Singing Colors
We Singing Colors este o formație de indie pop românească, din București, activă din anul 2011. Componența actuală îi cuprinde pe Andrei Hațegan (voce, chitară), Roxana Niculae (voce, clape, armonică, percuție).
Formația a concertat de mai multe ori în orașele din România, bifând de asemenea apariții pe scenele din Bulgaria, Republica Moldova și India.
We Singing Colors are la activ un album de studio lansat în aprilie 2014 și șase videoclipuri. Două dintre melodiile lor („Cântec de seară” și „There When You Sleep”) au fost incluse pe compilația internațională Music Alliance Pact. Alte piese au fost difuzate la radiouri independente din Canada și Statele Unite ale Americii („Moscow” și „Good Days, Bad Days”) sau au fost folosite drept coloană sonoră pentru reclame din România și Georgia.

## Istorie

### Debutul
We Singing Colors a existat inițial ca proiect solo al solistului The Amsterdams, Andrei Hațegan. Denumit la început We Sing In Colors și definit drept „muzică de dormitor” de către Hațegan, proiectul se dorea a fi o explorare a unor zone muzicale mai liniștite, cu decizia de compoziție și controlul aparținând unei singure persoane.
Primul concert a avut loc în mai 2011, la clubul Control din capitală, în deschiderea artistului francez Kentin Jivek, alături de Roxana Niculae, cu care Hațegan colabora și repeta de o lună. Acest debut a fost urmat de un concert tot în București, în clubul Londophone, și de o apariție în cadrul festivalului Peninsula, Talent Stage.
În octombrie 2011, formația a cântat din nou în Control, cu ocazia lansării celui de-al șaptelea număr „Decât o Revistă”, și în Jukebox, în deschidere la The Mono Jacks.
Din noiembrie 2017, formației i s-au alăturat 2 membri în componența live: Cosmin Dumbravă (baterie) și Cosmin Postolache (clape). Prima apariție în noua formulă a fost la Radio Guerrilla, în data de 13 noiembrie, în cadrul emisiunii Guerrilive cu Bogdan Șerban iar primul concert cu public (incluzând cei 2 membri noi) a avut loc în Control Club din București, în data de 22 noiembrie 2017.
Din iunie 2018, trupa cântă live alături de suedezul Robert Dahlqvist (baterie) și românca Adi Seven (chitară bas).